# Epomophorus angolensis
Epomophorus angolensis — вид рукокрилих, родини Криланових.

## Середовище проживання
Країни поширення: Ангола, Намібія. Присутній в Анголі і прилеглих до неї районах північної Намібії. Зустрічається в лісах, саванах і луках. 

## Загрози та охорона
Цей вид знаходиться під значною загрозою видалення сідальних дерев, часто для використання як палива. Вид був записаний у англ. Mupa National Park, Bikuar National Park.